# Liste des lieux patrimoniaux de North Coast
Cet article recense les lieux patrimoniaux du district régional de North Coast inscrit au répertoire des lieux patrimoniaux du Canada, qu'ils soient de niveau provincial, fédéral ou municipal.

## Liste des lieux patrimoniaux
| [ 1 ] | Lieu patrimonial                         | Illustration          | Municipalité             | Adresse          | Coordonnées      | No    | Constr.           | Prot.                                | Rec. | Notes |
| ----- | ---------------------------------------- | --------------------- | ------------------------ | ---------------- | ---------------- | ----- | ----------------- | ------------------------------------ | ---- | ----- |
| F     | Phare de Langara                         | Téléverser            | Langara Island           | 54.2554 -133.059 | 9496             | 1913  | Phare patrimonial | 1997                                 |      |       |
| F     | Conserverie North Pacific                | Téléverser            | Port Edward              |                  | 54.1946 -130.224 | 12321 | 1889              | LHN                                  | 1985 |       |
| F     | Gare ferroviaire de la Canadien National | Téléverser            | Prince Rupert            |                  | 54.314 -130.33   | 6759  | 1922              | Heritage Railway Station             | 1992 |       |
| F     | Phare de Green Island                    | Phare de Green Island | Prince Rupert            |                  | 54.5685 -130.708 | 11407 | 1920              | Recognized Federal Heritage Building | 1997 |       |
| F     | Phare de Triple Island                   | Téléverser            | Prince Rupert            |                  | 54.2946 -130.88  | 12770 | 1920              | LHN                                  | 1974 |       |
| F     | Passage Metlakatla                       | Téléverser            | Skeena-Queen Charlotte A |                  | 54.3217 -130.402 | 10473 |                   | LHN                                  | 1972 |       |